# 廣東大戲院
廣東大戲院是上海市的一座建築，興建於1928年。1931年開幕後，廣東大戲院更名為虹口中華大戲院。 抗日戰爭後，再更名為虹光大戲院。1951年，虹光大戲院被接管，改為華東公安部隊大禮堂。翌年再更名為群眾電影院。